# Ricardo Mella Cea
Ricardo Mella Cea (Vigo, 1861 - Vigo, 1925) fou un teòric anarquista gallec. Havia estat membre del Partit Republicà Federal, i el 1881 fundà a Vigo, el periòdic obrerista La Propaganda. El 1882 assistí al congrés de la Federació de Treballadors de la Regió Espanyola a Sevilla i hi fundà el diari La Solidaridad (1888-1889), des d'on defensà l'anarcocol·lectivisme.

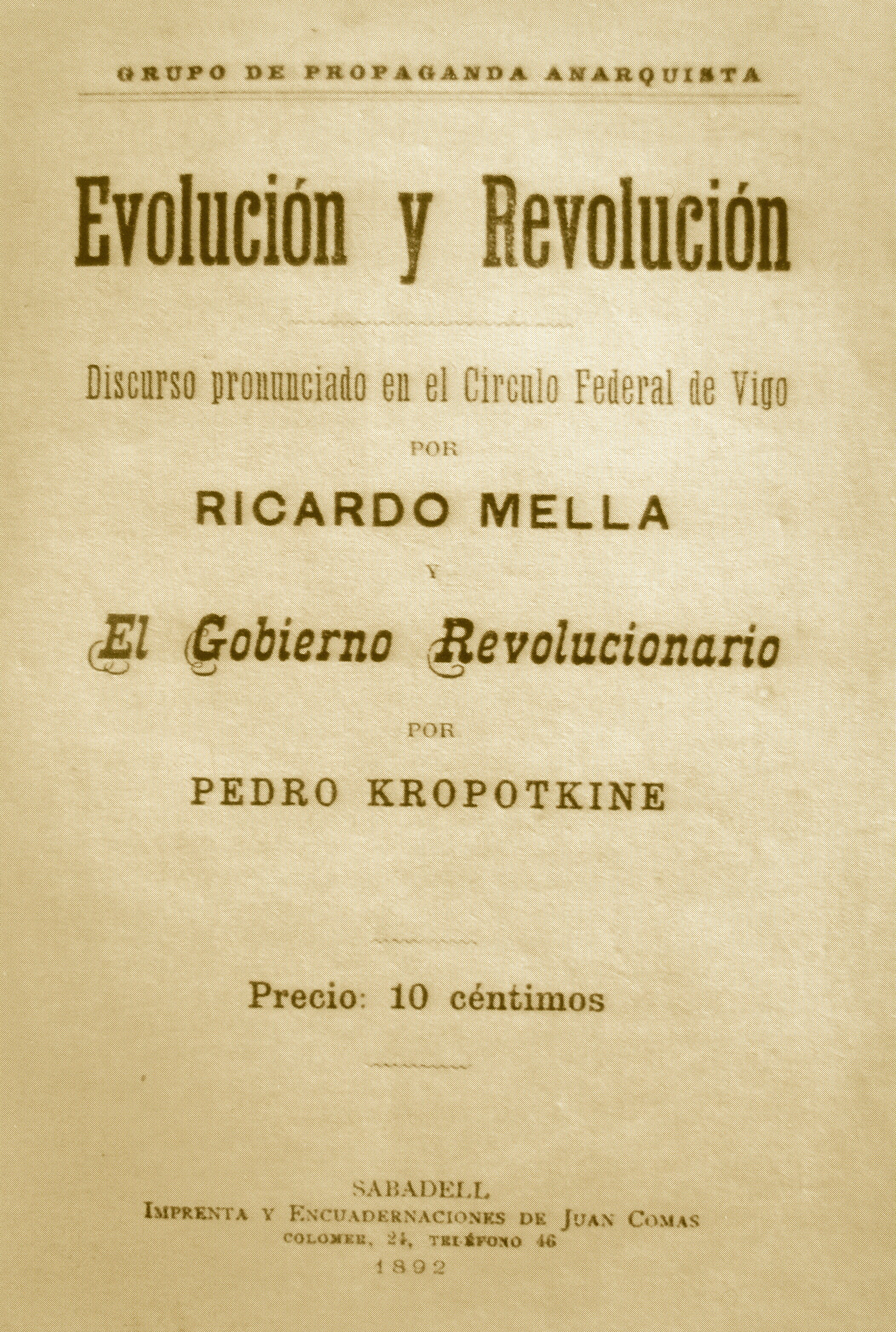
Discurs al Círculo Federal de Vigo.

Per la seva participació en els certàmens socialistes de Reus (1885) i Barcelona (1889) i les col·laboracions a les revistes Acracia (1886-88) i El Productor (1887-1893), es convertí en el teòric anarquista espanyol més original. Influït successivament pel federalisme de Francesc Pi i Margall, el socialisme llibertari de Pierre-Joseph Proudhon, el positivisme de Herbert Spencer i l'individualisme de Max Stirner, intentà vincular l'anarquisme a la ciència experimental. Definí l'anarquisme sense adjectius (socialisme anarquista) per a intentar de superar la polèmica entre col·lectivistes i comunistes, i s'adheriren la majoria dels anarquistes espanyols quan fou adoptat en l'ideari de la CNT.
Fou el pare de l'activista feminista Urania Mella Serrano, represaliada juntament amb el seu marit Humberto Solleiro Rivera pels militars insurrectes a l'inici de la Guerra Civil espanyola, i del polític Ricardo Mella Serrano.

## Obres
- La coacción moral (1893)
- La ley del número (1895)
- Lombroso y los anarquistas (1896)
- La Barbarie gubernamental en España[1] (1897)
- Ideario (1926)
- Ensanyos y conferencias (1934)